# Don Ray
Don Ray, eigentlicher Name Raymond Donnez (* 9. September 1942 vermutlich in Deutschland; † 7. März 2019) war ein deutsch-französischer Disco-Musiker und Musikproduzent.

## Biografie
Persönliches ist wenig bekannt über Raymond Donnez, aber er soll 1942 als Sohn französischer Eltern in Deutschland geboren worden sein. Als Jugendlicher wuchs er in Frankreich auf und war in den 1960er und 1970er Jahren als Keyboarder und Arrangeur in der Popszene aktiv. Ab 1963 wirkte er häufig als Sessionmusiker bei Aufnahmen von Johnny Hallyday mit. 1977 begann seine Zusammenarbeit mit dem Euro-Disco-Produzenten Alec R. Costandinos auf dessen Album Romeo & Juliet. Er spielte in Costandinos’ Studiobands Sphinx und Sumeria und war auf den Albumproduktionen von Cerrone als Musiker dabei. Außerdem war er ab 1973 auch mehrfach als Arrangeur und Dirigent beim Grand Prix d’Eurovision tätig, unter anderem beim französischen Sieg 1977 von Marie Myriam mit L’oiseau et l’enfant.
Eine seiner ersten eigenen großen Produktionen war das Debütalbum Don’t Let Me Be Misunderstood von Santa Esmeralda im Jahr 1977. Der Titelsong, die Disco-Version eines Bluessongs, den die Animals 1964 bekannt gemacht hatten, wurde ein weltweiter Hit und das Album erreichte unter anderem in Deutschland Platin- und in den USA Gold-Status. Ein Jahr später brachte er ein eigenes Album unter seinem Künstlernamen als Musiker, Don Ray, heraus. Es trug den Titel The Garden of Love und war wiederum von Cerrone produziert worden. Der Titelsong erreichte Platz 4 der US-Dancecharts, mit dem Album und einem weiteren Song kam er jeweils in die offiziellen US-Charts. Es blieb aber sein einziger größerer persönlicher Erfolg.
Mit dem Ende der Disco-Ära konzentrierte sich Donnez wieder auf Arrangieren und Produzieren und er arbeitete zusammen mit französischen Musikern wie Johnny Hallyday, Michel Sardou, Sylvie Vartan, Elsa Lunghini, Michel Delpech und der Frankokanadierin Céline Dion.

## Diskografie
Alben
- The Garden of Love (1978)

Lieder
- Body and Soul (1978)
- Standing in the Rain (1978)
- Got to Have Loving (1978)